# ブラン・ヴァン3000
ブラン・ヴァン3000（ブラン・ヴァン・スリーサウザンド、英語: Bran Van 3000）は、カナダ・モントリオール出身のエレクトロニカグループである。略称はBran Van、BV3。
ジェームス・ディ・サルヴィオを中心に、ステファン・モレールやサラ・ジョンストン、スティーブ・"リキッド"・ホーリー、ジェーン・ヒルや、ケベック人のロック歌手のジーン・ルルーなどによって結成された。固定のメンバーを持つ型に嵌ったグループというよりは、複数のアーティストの混成グループといえる。

## 来歴
1997年2月、カナダでシングル『Drinking in L.A.』をオーディオグラムレーベルで発売し、7月28日付のカナダのRPM Top Singlesチャートで最高位35位を獲得した。同年4月には17トラックを収録した1stアルバム『グリー』を発売。同作は1998年にジュノー賞のオルターナティブ・アルバム・オブ・ザ・イヤーを受賞した。さらに1998年3月には編集がなされて、19トラックになったアルバム『グリー』が世界で発売された。
1998年7月には、シングル『Drinking in L.A.』が、全英シングルチャートで最高位36位を獲得し、ブラン・ヴァン3000最初の大西洋を横断したヒット曲となった。さらに、同曲がローリングロックビールのCMソングとして使用され、1999年8月に再リリースされ、3位に返り咲いた。
2001年夏に、ユッスー・ンドゥールとレゲエアーティストのイーク・ア・マウスとのコラボレーションでアルバム『ディスコシス』を発表した。同作からシングル・カットされた「Astounded」は、カーティス・メイフィールドが生前にレコーディングした最後の楽曲であり、カナダのシングルチャートで最高位3位を獲得した。
2002年夏にはウェブサイト上で活動の休止が発表されたが、その後3rdアルバム『ロゼ』の制作が発表され、2007年10月30日にカナダで、2007年11月27日にアメリカで発売された。
2010年に4作目のアルバム『The Garden』を発売。

## ディスコグラフィ

### スタジオ・アルバム
| Glee                                                                      | - 発売日 : 1997年4月15日 - レーベル : オージオグラム、キャピトル/EMI - 規格 : CD  | 59 | 15 | ―  | 120 | 96 | 77 | - MC : ゴールド |
| Discosis                                                                  | - 発売日 : 2001年6月18日 - レーベル : グランドロイヤル/ヴァージン/EMI - 規格 : CD | 5  | 15 | 38 | 89  | 49 | 97 |                 |
| Rosé                                                                      | - 発売日 : 2007年10月30日 - レーベル : レムスター - 規格 : CD                     | 9  | ―  | ―  | ―   | ―  | ―  |                 |
| The Garden                                                                | - 発売日 : 2010年10月19日 - レーベル : オージオグラム - 規格 : CD                 | 15 | ―  | ―  | ―   | ―  | ―  |                 |
| 「―」はチャート圏外もしくはチャート対象国で未発売となっていることを表す。 |                                                                                   |    |    |    |     |    |    |                 |

### シングル
| タイトル                      | 発売年 | 最高位 | 最高位 | 最高位 | 最高位 | 最高位   | 初収録アルバム |
| タイトル                      | 発売年 | CAN    | NLD    | SWE    | UK     | US Dance | 初収録アルバム |
| ----------------------------- | ------ | ------ | ------ | ------ | ------ | -------- | -------------- |
| 「Drinking in L.A.」          | 1997   | 35     | 46     | 9      | 3      | ―        | Glee           |
| 「Couch Surfer」              | 1997   | ―      | ―      | ―      | ―      | ―        | Glee           |
| 「Everywhere」                | 1998   | 12     | ―      | ―      | ―      | ―        | Glee           |
| 「Afrodiziak」                | 1999   | ―      | ―      | 25     | ―      | ―        | Glee           |
| 「Astounded」                 | 2001   | 3      | 72     | 49     | 40     | 35       | Discosis       |
| 「Love Cliché」               | 2001   | ―      | ―      | ―      | ―      | ―        | Discosis       |
| 「Call Me (I'll Be Around)」  | 2007   | 50     | ―      | ―      | ―      | ―        | Rosé           |
| 「Grace (Love on the Block)」 | 2010   | ―      | ―      | ―      | ―      | ―        | The Garden     |
| 「Jahrusalem」                | 2010   | ―      | ―      | ―      | ―      | ―        | The Garden     |